# Conus urashimanus
Conus urashimanus é uma espécie de gastrópode do gênero Conus, pertencente à família Conidae.